# Gimnastyka na Letnich Igrzyskach Olimpijskich 1952
Wyniki zawodów gimnastycznych, które odbyły się podczas LIO 1952. 

## Medaliści

### Mężczyźni
| Konkurencja              |                   |                                    |                             |
| ------------------------ | ----------------- | ---------------------------------- | --------------------------- |
| Wielobój indywidualnie   | Wiktor Czukarin   | Hrant Szahinian                    | Josef Stalder               |
| Wielobój drużynowo       | ZSRR              | Szwajcaria                         | Finlandia                   |
| Ćwiczenia wolne mężczyzn | William Thoresson | Tadao Uesako Jerzy Jokiel          | -                           |
| Skok mężczyzn            | Wiktor Czukarin   | Masao Takemoto                     | Takashi Ono Tadao Uesako    |
| Poręcze mężczyzn         | Hans Eugster      | Wiktor Czukarin                    | Josef Stalder               |
| Drążek mężczyzn          | Jack Günthard     | Alfred Schwarzmann Josef Stalder   | -                           |
| Kółka mężczyzn           | Hrant Szahinian   | Wiktor Czukarin                    | Hans Eugster Dmytro Leonkin |
| Koń z łękami             | Wiktor Czukarin   | Jewgienij Korolkow Hrant Szahinian | -                           |

### Kobiety
| Konkurencja                     |                         |                    |                         |
| ------------------------------- | ----------------------- | ------------------ | ----------------------- |
| Wielobój indywidualnie          | Marija Horochowśka      | Nina Boczarowa     | Margit Plachyné Korondi |
| Wielobój drużynowo              | ZSRR                    | Węgry              | Czechosłowacja          |
| Ćwiczenia wolne                 | Ágnes Keleti            | Marija Horochowśka | Margit Plachyné Korondi |
| Skok                            | Jekatierina Kalinczuk   | Marija Horochowśka | Galina Minaiczewa       |
| Poręcze                         | Margit Plachyné Korondi | Marija Horochowśka | Ágnes Keleti            |
| Równoważnia                     | Nina Boczarowa          | Marija Horochowśka | Margit Plachyné Korondi |
| Ćwiczenia z przyborem drużynowo | Szwecja                 | ZSRR               | Węgry                   |

## Klasyfikacja medalowa
| Klasyfikacja medalowa | Klasyfikacja medalowa | Klasyfikacja medalowa | Klasyfikacja medalowa | Klasyfikacja medalowa | Klasyfikacja medalowa |
| --------------------- | --------------------- | --------------------- | --------------------- | --------------------- | --------------------- |
| Miejsce               | Reprezentacja         | Złoto                 | Srebro                | Brąz                  | Razem                 |
| 1.                    | ZSRR                  | 9                     | 11                    | 2                     | 22                    |
| 2.                    | Szwajcaria            | 2                     | 2                     | 3                     | 7                     |
| 3.                    | Węgry                 | 2                     | 1                     | 5                     | 8                     |
| 4.                    | Szwecja               | 2                     | 0                     | 0                     | 2                     |
| 5.                    | Japonia               | 0                     | 2                     | 2                     | 4                     |
| 6.                    | Polska                | 0                     | 1                     | 0                     | 1                     |
| 6.                    | RFN                   | 0                     | 1                     | 0                     | 1                     |
| 7.                    | Finlandia             | 0                     | 0                     | 1                     | 1                     |
| 7.                    | Czechosłowacja        | 0                     | 0                     | 1                     | 1                     |